# Victor Poirel
 (mai 2009).
Pour les articles homonymes, voir Poirel.
Léopold Victor Poirel (Nancy, 28 août 1804 - Rosières-aux-Salines, 2 août 1881), est un ingénieur français.
Il épouse en 1834 sa parente Élisabeth (Lisinka) Guibal, petite-fille du sculpteur Barthélemy Guibal, et élève d'Eugène Delacroix, qui tient un salon à Alger puis à Paris et réalise des albums d'aquarelles retraçant leurs voyages.

## Carrière et voyages

Projet pour le port d'Alger.

Ancien élève de l'Ecole Polytechnique (X 1824) et ingénieur du Corps de l'École nationale des Ponts et Chaussées en 1830, il est envoyé presque aussitôt à Alger où il est chargé des travaux de voirie et de la remise en état du port. Son utilisation innovante des blocs de béton massif pour créer des jetées à la mer fait l'objet d'un débat à l'Académie des sciences. Jusqu'en 1840, il se consacre à l'agrandissement du port d'Alger, puis effectue une mission similaire à Caen (1840-1842) pendant que l'Assemblée statue sur les différents projets qui lui sont proposés. Il retourne à Alger de 1842 à 1846 accomplir son projet.
Il effectue une mission de reconnaissance des voies navigables en Thrace, puis une tournée d'inspection des ports français.
De 1852 à 1860, il vit en Toscane où il est chargé de la reconstruction du port de Livourne.

## Les Poirel et la Lorraine
Admis à la retraite en 1866, Victor Poirel se retire dans sa maison familiale à Lay-Saint-Christophe où il met au point deux publications.

### La salle Poirel

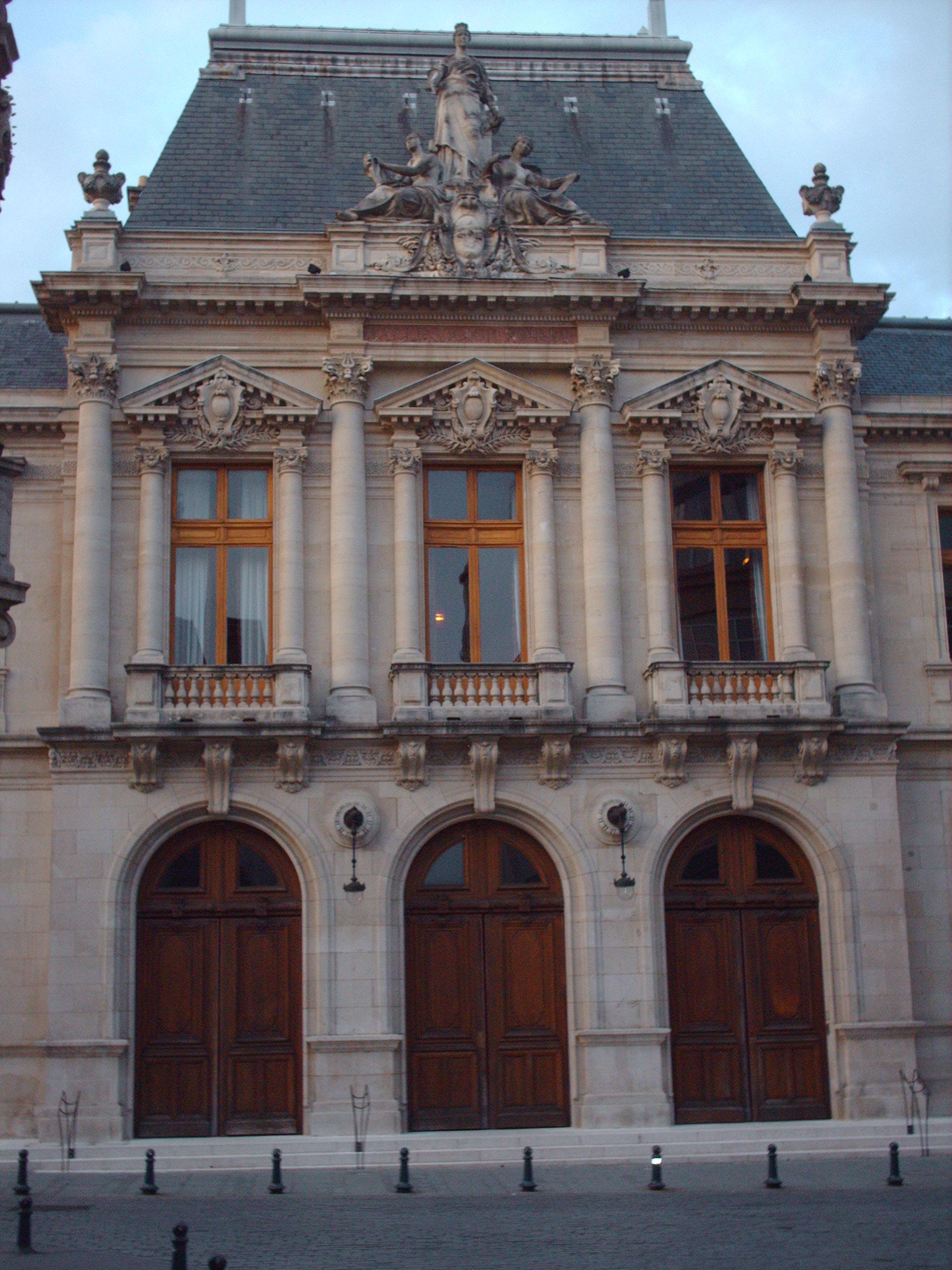
Salle Poirel à Nancy.

Possédant une maison à Nancy, il est attaché au rayonnement de la ville et, juste avant sa mort, propose la création de l'un des tout  premiers « centres culturels », à la fois théâtre, salle de concert, galerie d'exposition, lieu de réunion et conservatoire, à l'emplacement de la caserne des Prémontrés. Sa veuve donne en 1882 à la ville de Nancy cent-dix-huit tableaux de l'école italienne ainsi que le capital nécessaire à l'édification de la salle qui porte désormais son nom.
La salle Poirel est un haut lieu de la culture de l'Est de la France, ou se produit entre autres l'Orchestre de l'Opéra national de Lorraine.
Les caractéristiques de la salle Poirel :
- capacité d'accueil de 883 places ;
- une fréquentation importante oscillant entre 80 000 et 90 000 spectateurs par année, répartie sur cent-vingt dates de représentation.

### Autres dons
D'autres dons et legs des Poirel viennent abonder par la suite les collections des musées et de la bibliothèque municipale de Nancy : objets rapportés d'Orient, bibliothèque personnelle, albums d'estampes.
En 1892, la maison de Rosières-aux-Salines devient, selon le vœu de Lisinka Poirel, un asile pour convalescents. Plus tard transformée en home d'enfants, elle a été le siège du Centre régional pour l'enfance et l'adolescence inadaptées jusque dans les années 1990.